# Carroll Baker

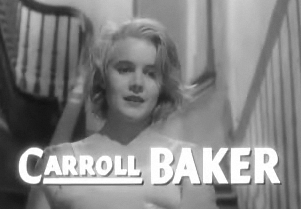
Carroll Baker în Baby Doll (1956)

Carroll Baker (n. 28 mai 1931, Johnstown⁠(d), Pennsylvania, SUA) este o actriță americană de film.

## Filmografie
- Polițist de grădiniță (1990)

## Legături externe
- Carroll Baker la Internet Movie Database